# مرال آلتای
مرال آلتای یا واپیتی آلتای (به انگلیسی: Altai wapiti)، زیرگونه‌ای از Cervus canadensis است که در تپه‌های جنگلی جنوب سیبری، شمال غربی مغولستان و شمال استان سین‌کیانگ چین یافت می‌شود. از نظر جثه کوچک‌تر و رنگ‌پریده‌تر از واپیتی تیان‌شان است.
همچنین به عنوان مرال سیبری (C. elaphus sibirica) طبقه‌بندی شده‌است، و همچنین به عنوان مرال آلتای، گوزن مرال مرکزی، گوزن قرمز سیبری، و مرال نیز شناخته می‌شود.